# Rotangy
Rotangy é uma comuna francesa na região administrativa de Altos da França, no departamento de Oise. Estende-se por uma área de 9,78 km². Em 2010 a comuna tinha 221 habitantes (densidade: 22,6 hab./km²).